# تهران ۵۳
تهران ۵۳ یک مجموعهٔ تلویزیونی ایرانی به کارگردانی «هوشنگ توکلی» است که در سال ۱۳۶۷ تهیه و از شبکه ۱ سیمای جمهوری اسلامی ایران پخش گردید.

## خلاصه داستان
یک بازجوی ساواک، با استفاده از بورسیه دولتی، راهی آمریکا می‌شود تا در یک مرکز آموزشی معتبر، دوره‌های تکمیلی بازجویی را گذرانده و در این رشته، دکترا بگیرید. او پس از پایان یافتن دوره آموزشی می‌خواهد راهی ایران شود، اما همسرش که در آمریکا زندگی می‌کند با این تصمیم مخالف است. دکترِ بازجو به همسرش قول می‌دهد، تز دکترای خود را که بررسی روش‌های علمی برای ارتقای سطح کیفی نظام سیاسی ساواک است، در ایران ارائه ندهد. در پی این تصمیم، ماجراهایی برای او و خانواده اش، رخ می‌دهد...

## بازیگران
- خسرو شکیبایی در نقش «معلم»[۲]
- سیروس گرجستانی
- فریده سپاه‌منصور
- صدرالدین حجازی
- فریبرز سمندرپور
- حسن زارعی
- مهدی وثوقی راد
- عزیزالله هنرآموز
- نگین صادقی
- سودابه ابوالحسنی
- داود آریا